# Romanivka, raionul Ternopil, regiunea Ternopil
Romanivka (în ucraineană Романівка) este localitatea de reședință a comunei Romanivka din raionul Ternopil, regiunea Ternopil, Ucraina.

## Demografie
Componența lingvistică a localității Romanivka
     Ucraineană (99,47%)
     Alte limbi (0,35%)
Conform recensământului din 2001, majoritatea populației localității Romanivka era vorbitoare de ucraineană (99,47%), existând în minoritate și vorbitori de alte limbi.